# Cueva de los Canes
La Cueva de los Canes está situado en la localidad asturiana de Arangas, localidad cercana a Arenas de Cabrales en el concejo de Cabrales.
Ofrece una serie de pinturas de carácter simple denominadas «macaroni». en la zona final de la cueva existen diferentes grabados de trazos paralelos, rectilíneos y ondulados.
Diferentes excavaciones en la entrada de la caverna han revelado indicios de actividad humana.